# Chittaranjan
Chittaranjan (en bengalí: চিত্তরঞ্জন ) es una ciudad de la India, en el distrito de Bardhaman, estado de Bengala Occidental.

## Geografía
Se encuentra a una altitud de 174 m s. n. m. a 237 km de la capital estatal, Calcuta, en la zona horaria UTC +5:30.

## Demografía
Según estimación 2010 contaba con una población de 44 062 habitantes.